# Podbereźce
Podbereźce – wieś na Ukrainie w rejonoe lwowskim (do 2020 roku w rejonie pustomyckim) należącym do obwodu lwowskiego.
W ramach kolonizacji józefińskiej protestanccy Niemcy utworzyli osadę Unterbergen, obecnie Pidhirne.